# 斯洛文尼亞前阿爾卑斯山脈

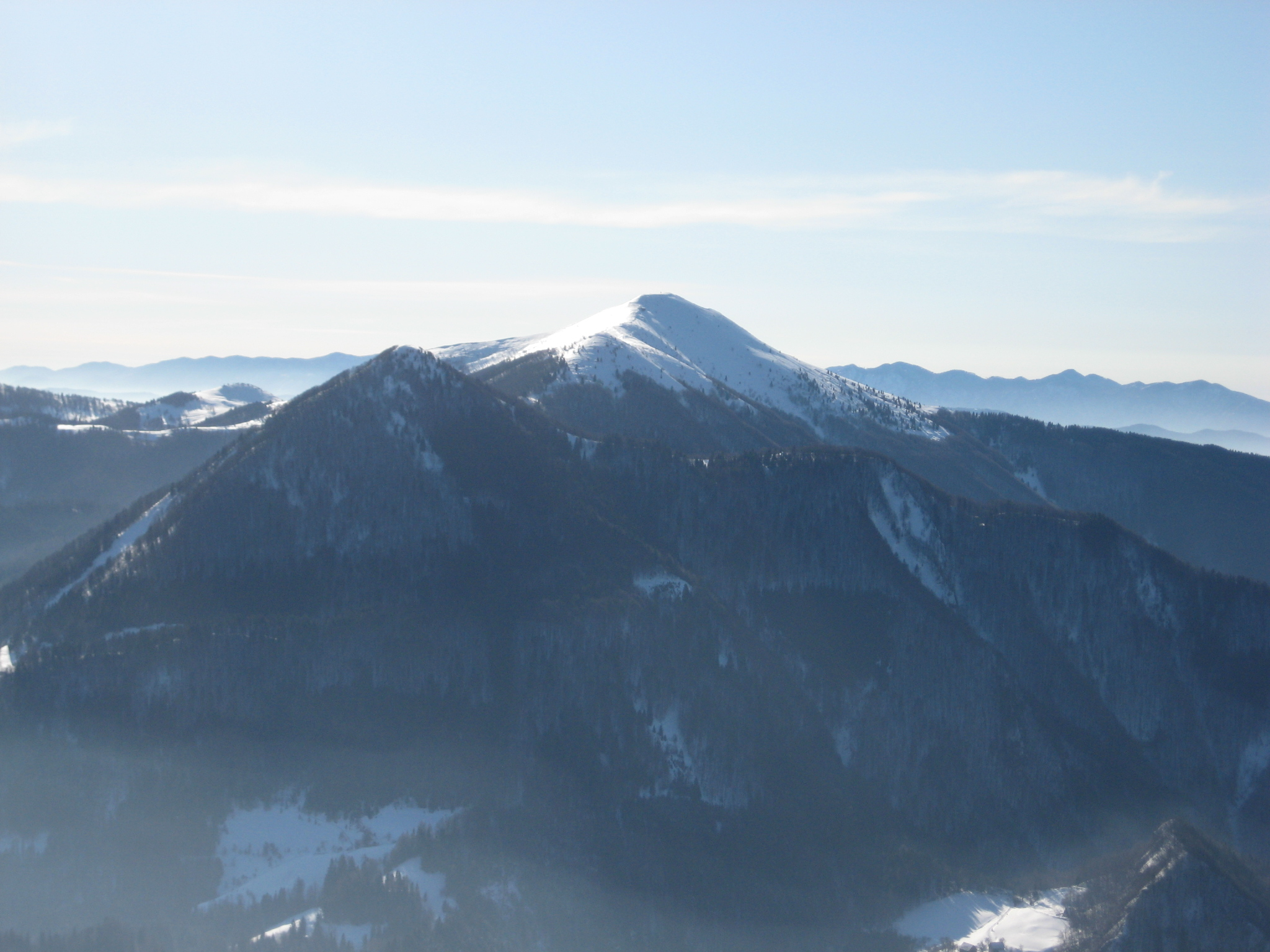

斯洛文尼亞前阿爾卑斯山脈是歐洲的山脈，屬於南石灰岩山脉的一部分，橫跨斯洛文尼亞和奧地利，最高點海拔高度1,630米。